# Daily Star
Daily Star (Дейли стар, дословно — «Ежедневная звезда») — ежедневная газета-таблоид, издаваемая с понедельника по субботу в Великобритании
со 2 ноября 1978 года. 15 сентября 2002 года было запущено дочернее воскресное издание Daily Star Sunday с отдельным персоналом. 31 октября 2009 года Daily Star опубликовала свой 10-тысячный номер. C марта 2018 года издание возглавляет Джон Кларк.

## История
Daily Star основал 2 ноября 1978 года Виктор Мэтьюс (Victor Matthews), владелец Express Newspapers. Первым редактором газеты стал Питер Гримсдич (Peter Grimsditch). В 2000 году газету приобрела компания Northern and Shell, принадлежащая Ричарду Десмонду.
В феврале 2018 года компания Trinity (позже переименнованная в Reach plc), издатель Daily Mirror, приобрела Daily Star и ряд других изданий у компании Northern and Shell. В марте того же года главным редактором газеты стал Джон Кларк.